# Šibeniční vrch (Příbram)
Šibeniční vrch (562 m n. m.) je návrší v Příbrami, na severovýchodním okraji města ve čtvrti Příbram II.

## Historie
Od roku 1963 na vrcholu stojí hvězdárna. Nejpozději roku 1986 už byla mimo provoz a v současnosti (2021) slouží budova k bydlení. 
Vedle bývalé observatoře je postavený vysílač Příbram - Hvězdárna. Na severním úpatí se rozkládá židovský hřbitov a na západním úpatí městský hřbitov.

## Přístup
Na vrchol vede ulice Pod Hvězdárnou. Poblíž prochází modrá turistická značka z Příbrami na Orlickou přehradu. 